# Movimiento punk

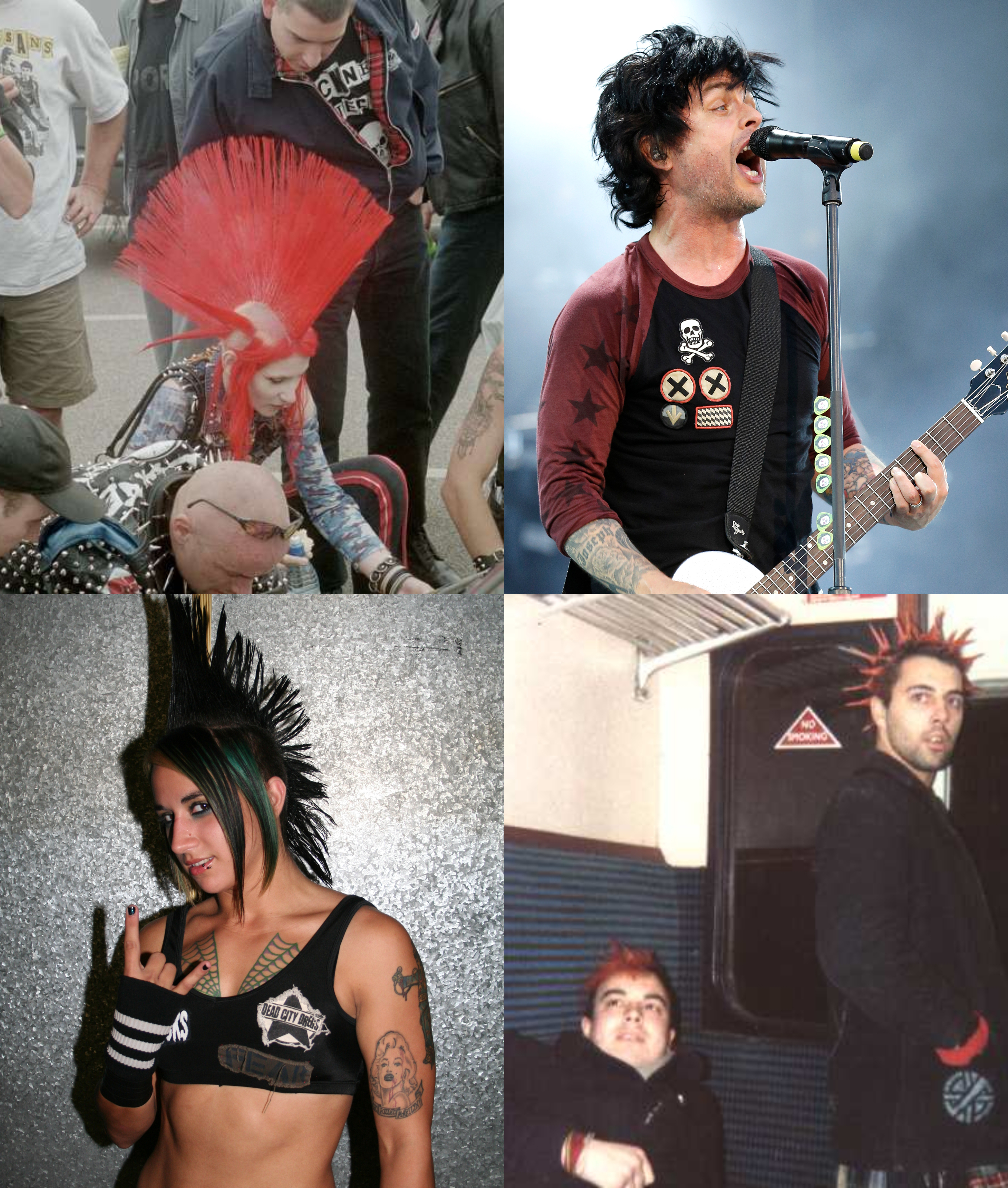
Moda característica de la cultura punk.

El movimiento punk es la contracultura que rodea a la música punk y los aficionados a ella. Las prácticas contraculturales punks incluyen una serie de códigos de comportamiento, lenguaje, vestimenta y temáticas que se han vuelto recurrentes y que los distinguen. Su principal medio de expresión son los conciertos del género ("escena") y las publicaciones de aficionados ("fanzine").

## Historia

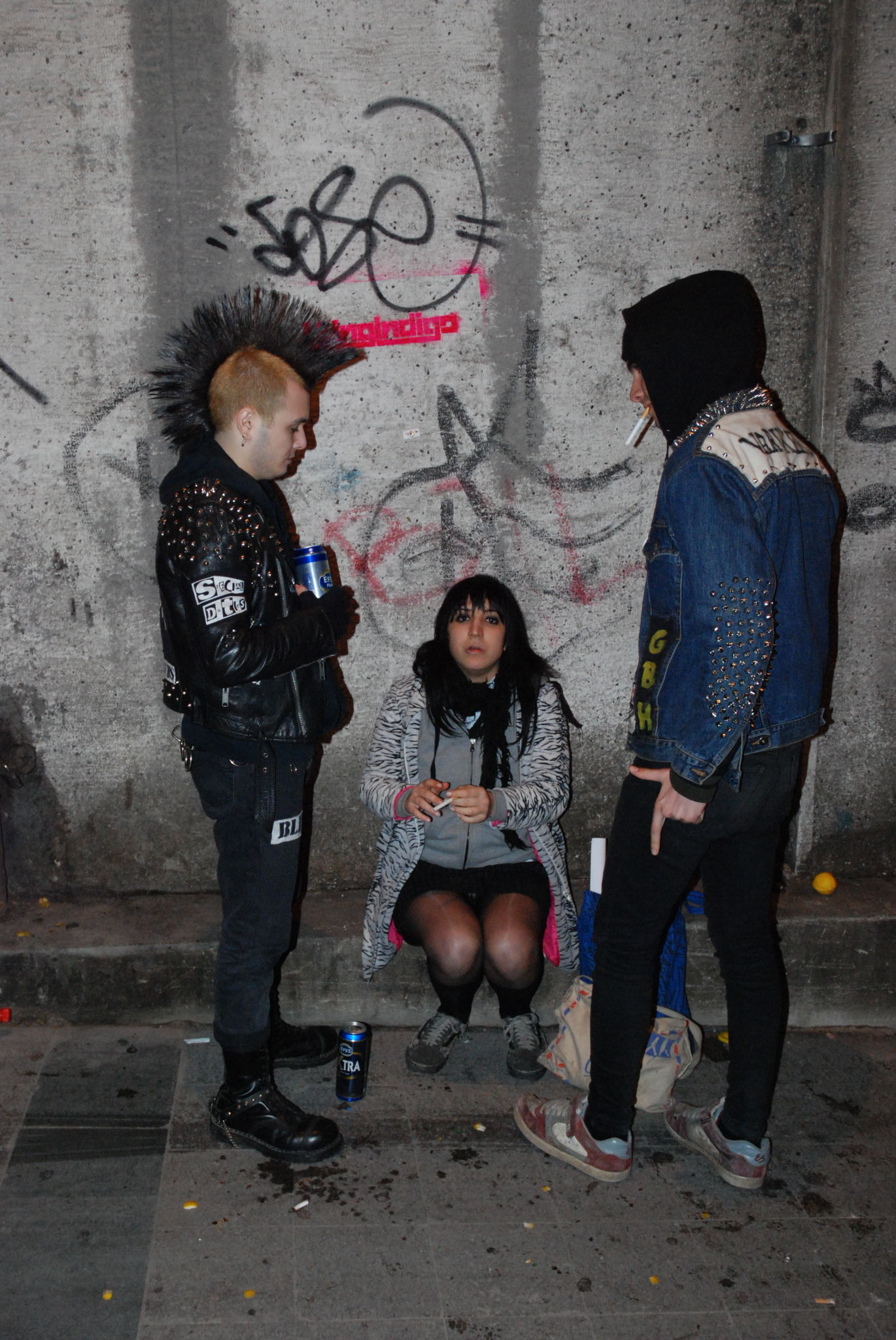
Punks bebiendo y fumando en una calle de Bogotá.

A mediados de la década de 1970 en Estados Unidos, Gran Bretaña y Australia, bajo la influencia de bandas de garage rock y rock agresivo, transgresor y a veces violento como por ejemplo MC5, The Stooges o New York Dolls, surge una corriente de bandas que basaban su música en fórmulas sencillas y un sonido especialmente fuerte. El punk, en primer lugar fue un fenómeno estético-musical, que generó una moda generacional en los 1970, y más tarde fue tomando la forma de un movimiento estético-filosófico que se convertiría en una cultura. Sus inicios se sitúan en una sociedad anglosajona entonces saturada de clichés y convenciones estereotipadas, algunas de las primeras y principales bandas de este nuevo movimiento musical, filosofíco y estético son Ramones, The Damned, Sex Pistols, Dead Boys, Blondie y The Clash.
Coincidiendo con el final o el principio de crisis económicas en Estados Unidos y Gran Bretaña, el punk rock fue enlazando corrientes críticas a su alrededor que hicieron de él el movimiento de imagen agresiva y transgresora que hoy conocemos. Especialmente llamativa es la frecuente afinidad de los punks por los discursos anarquistas, haciendo del símbolo anarquista de la "A" un emblema típico del punk. Aunque la canción de los Sex Pistols "Anarchy in the U.K." parece el símbolo de esta relación, en realidad la canción es una chanza lanzada a la sociedad inglesa de la época, y la relación más seria del anarquismo y de otras ideologías políticas con el punk va mucho más allá.
Ya a finales de los 70, algunos grupos de punk comenzaron a hacer una música especialmente más fuerte y más rápida, lo que más tarde se llamó hardcore punk: Dead Kennedys, Black Flag, The Exploited, G.B.H, etc. A principios de los 80 el hardcore punk empezó a considerarse un subestilo por derecho propio. Al mismo tiempo, su carácter crítico y político se fue acentuando más y más, haciéndose ésta una característica generalmente considerada inseparable del mismo. Con el sonido de esta música como fondo, el eco del punk rock -tanto el seminal como el tardío- vio su presencia prolongada en la cultura occidental a lo largo de la década de los 80 en redes de intercambio cultural underground o marginales que funcionaban independientemente de la industria de la música y el espectáculo, hasta principios de los 90 en que hubo un nuevo estallido comercial de la música punk. A esas redes marginales pero estrechamente vinculadas y comunicadas entre sí se le llama a veces escena hardcore, o también simplemente movimiento punk. Durante los años 90 fue también vehículo de los mensajes del movimiento antiglobalización.

## La filosofía y la estética punk
La forma originaria del punk era un tipo de rock sencillo y algo ruidoso a la hora de expresarse con sus propios medios y conceptos. Entre las primeras bandas musicales representantes del punk están Ramones, The Dead Boys, The Voidoids, Blondie, The Heartbreakers, Tuff Darts, The Cramps, Misfits, Black Flag, The Gun Club, The Bags, Cherry Vanilla y Wayne County & the Electric Chairs y en el proto-punk los New York Dolls, The Velvet Underground (la banda de Lou Reed), Iggy Pop y The Stooges, Television, la cantante Patti Smith y The Dictators entre otros, todo esto en Estados Unidos. En el Reino Unido proliferarían agrupaciones como los Sex Pistols, The Clash, The Damned, Buzzcocks, The Adicts, The Pretenders, The Jam, The Stranglers y Adam & the Ants, además de Siouxsie And The Banshees y The Slits, quienes también influenciaron al punk igual que paralelamente lo hicieron las bandas proto-punk de garage de U.S.A
Los Ramones se presentaban a sí mismos como banda de rock and roll, sin pretensiones declaradas de mensaje directamente innovador o rompedor salvo en lo musical. Después surgiría la etiqueta punk y The Ramones serían considerados los primeros en representarla. Por otro lado había una forma de transgresión, buscando liberarse de los estigmas sociales. Esta rama no daba explicaciones y buscaba incomodar a lo establecido chocando, ofendiendo y molestando al buen gusto, la moral y la tradición. Se buscaba básicamente la provocación a través de demostraciones de transgresión estética o giros de lenguaje contradictorios, absurdos o insolentes. Es el estilo que popularizaron los Sex Pistols, relacionado ligeramente al nihilismo y otras formas de escepticismo. Más adelante, especialmente con la aparición del hardcore punk y marcado por la herencia de la actitud del colectivo Crass, se hizo presente todo un abanico de enfoques de crítica social, posicionamientos políticos, y afinidad a campañas de protesta. El ejemplo musical más clásico son Crass y The Clash.
La filosofía punk puede resumirse en:
- "Hazlo tú mismo" o "hazlo a tu manera".
- Rechaza los dogmas y cuestiona lo establecido.
- Desprecia las modas y la sociedad de masas.

En sus canciones, estas bandas expresan un serio descontento con los sistemas e instituciones que organizan y controlan el mundo. En ocasiones también la música sirve de plataforma para propuestas filosóficas e ideológicas. Durante la década de los 80, el punk en Estados Unidos estuvo permeado de contenidos políticos, principalmente progresistas, en oposición al gobierno conservador de la época. Ejemplos de esta época son las bandas Dead Kennedys y Bad Religion. En Europa, el punk es una música especialmente utilizada como medio de difusión por gente afín a movimientos políticos y sociales "outsiders", mayoritariamente de izquierda, aunque existe una corriente de derecha que lo utiliza, siendo criticada y denostada por la mayoría de los movimientos punk. A principios de los 90, las publicaciones amateur del punk y las canciones de los grupos también sirvieron como vehículo de los planteamientos y denuncias de los movimientos antiglobalización.

### Contenido político
El movimiento punk no es un movimiento posicionado de una forma determinante y excluyente, pero sí tiende a acoger diversas posiciones políticas muy marcadas. Sí ha tenido un componente de crítica sobre el malestar de la juventud sobre el rumbo de la sociedad contemporánea. Por lo pronto el punk siempre se ha mostrado como una corriente que discrepa de los estereotipos de estilos de vida y expectativas juveniles del "establishment", la educación convencional, las reglas de la estética, y los medios de comunicación de masas.
Cuando la música punk y la cultura punk contiene algún mensaje político, deja atrás el nihilismo y decadentismo de algunos grupos seminales. Aparecen mensajes con carga social. Esta línea de mensaje se esbozaba a veces en el punk original, aunque, más que una intención política premeditada, era más bien un fenómeno reactivo de creación de la juventud, ante una sociedad que consideraba estrecha.

### Apariencia
Las chaquetas de cuero, zapatos altos y pantalones entubados oscuros están muy asociados con la estética punk, como también peinados cortos o desordenados y muchas veces teñidos. Los peinados mohicanos, en particular la variante fanhawk, y las Liberty spikes son quizá los peinados más asociados popularmente al movimiento. También suelen llevar tatuajes y perforaciones en la piel. El objetivo de la estética punk es dar un aspecto diferente y transgresor ante la sociedad.

## Principales corrientes estéticas y filosóficas

### Situacionismo y transgresión
La manera en que los Sex Pistols popularizaron su particular forma de punk rock tiene que ver con la afición de su mánager, Malcolm McLaren, hacia la filosofía cultural del situacionismo. Cuando comenzó a representarles, McLaren ideaba una forma de estética basada en el rock de Nueva York (Los Ramones, Richard Hell) y el sonido Garage, junto a diversas y -aún hoy- confusas actitudes de provocación que recogía en diferentes ambientes creativos. McLaren fue un artista y diseñador influido por el situacionismo y desde antes de los primeros momentos de los Sex Pistols buscaba crear una estética nueva y rompedora que hiciese saltar por los aires los conceptos del momento referentes a estética, comportamiento y música, y al mismo tiempo demostrar que puede convertirse en negocio. Su idea era conseguir cambiar el significado de lo que es normal, lo que es bonito, lo que es correcto, mediante la reiteración de la costumbre y la publicidad.
El punk favoreció un ambiente de intervención estética transgresora. Muchos de los motivos estéticos del punk que siguen vigentes como arquetipos del mismo aparecieron en aquella primera época, como cortes de pelo (pelos de punta, teñidos de colores verdes, azules...crestas, cardados...), ropa rota o mal cosida, imperdibles u otros accesorios dispuestos por la ropa... También se utilizaron mensajes y símbolos en un principio sin representar corrientes masivas: ejemplo de esto son los símbolos anarquistas por un lado, y los símbolos nazis por otro. En ambos casos se trataba a menudo más de una provocación que de un alarde de posición.

### La "Escena Hardcore"
Una parte particularmente activa de la cultura punk ha girado en torno a las vertientes musicales de punk más enérgico, conocidas como hardcore que aparecen a partir de 1978. A partir de los años 80 el hardcore se convirtió en un estilo de música muy imitado en muchos países, por su facilidad de ser tocado y por la energía que transmite para una juventud buscando motivación y emociones. Al surgir este estilo hicieron presencia un gran número de bandas con mensajes más radicales que las corrientes anteriores, tanto en posicionamiento de análisis social e ideológico, como en otros temas surgidos también de la insatisfacción social, pero que se encaminarían hacia una temática positiva y motivacionista, a veces incluso contraria al uso de drogas.
Frecuentemente no es una escena tan centrada en la estética como el punk anterior, sino más enfocada a ponerle música a formas de comunicación entre los jóvenes tal cual son, pero sin paños calientes sobre la frustración social que les lleva a interesarse por una forma de expresión como es el punk. 
Las ciudades más destacadas donde se originó y desarrollo el hardcore fueron Nueva York, Los Ángeles, Washington D. C., entre otras. Aunque tienen muchos rasgos comunes, sobre todo en las primeras épocas de los 70 80, cada una desarrolló su particular estilo y filosofía. La escena hardcore se difundió especialmente a través de la subcultura del skate (ver skate punk).

### Punk y movimiento hippie
Inicialmente, las bandas y jóvenes que luego se llamaron punks eran seguidores del rock transgresor de la época, que aún compartía rasgos con el movimiento hippie. Posteriormente los punks criticaron a los hippies acusándolos de blandos, atribuyéndoles un origen burgués y un exceso de mística, si bien ambos movimientos comparten ideales, como la tolerancia, la diversidad creativa, la libertad de expresión y la crítica al sistema establecido y los valores convencionales. Además los hippies fueron de los primeros movimientos dentro del rock en experimentar con formas de convivencia alternativas, como comunas, como también haría más tarde el punk. Los hippies seguían una estética y un discurso básicamente positivo, pero, visto que las décadas anteriores de estos movimientos culturales no habían derribado definitivamente los sistemas políticos y de valores de la sociedad, el punk optó por ridiculizarla y confrontarla de forma directamente chocante.
En los movimientos culturales alternativos ha existido alguna fusión natural de ambos movimientos, de modo que pueden existir personas que formen parte cruzada de los mismos sin atenerse a las etiquetas estereotipadas que los definen. Esto también ocurría en los 60 y 70 con la influencia del hippismo en el rock.

### "Straight edge" y "Destroy"
La tendencia transgresora de algunas bandas de rock y punk dio cabida a actitudes que pretendían romper los roles sociales y estéticos, dando con ello espacio a veces a comportamientos más o menos autodestructivos o negligentes. Esto se bautizó como actitud o estética Destroy. Este fenómeno es uno de los arquetipos del joven punk; sin embargo, existían posturas dentro de los ambientes punk que no solo eran críticas con la sociedad establecida, sino también con el comportamiento de los jóvenes rebeldes: Como contrapunto, el llamado straight edge, asociado originariamente al círculo de hardcore punks de Washington, D.C, se posicionaba contra el estereotipo del roquero cercano a las drogas y la desmotivación. De algún modo, esta respuesta, sin pretensiones de movimiento en un principio, significó una diferencia con la filosofía punk del "no future" (punks que pensaban que todo estaba perdido y no había más motivo para intentar mejorar la situación o para ser personas activas, por ello se entregaban totalmente al alcohol, drogas o cualquier otra cosa que los alejara de la realidad, haciéndolos espectadores pasivos de la vida).
Aunque no era la única línea existente al respecto dentro del punk, la corriente straight edge respondía a un posicionamiento vital alternativo que intenta concretar y pulir el significado del punk como reacción a estándares socioculturales.
Normalmente la temática del straight edge gira en torno a: 
- enfoques positivos sobre las cualidades de la juventud, la amistad, la satisfacción de esforzarse por un objetivo, o la participación en un proyecto común -especialmente lo que a veces se llama escena hardcore, o la subcultura punk-.
- sugerir el abandono de las drogas, el tabaco y el alcohol.
- formas de ecologismo social como el vegetarianismo.
- Algunos sXe optaron por planteamientos mucho más estrictos evitando también la cafeína, el sexo promiscuo, o posicionándose a favor del vegetarianismo o el veganismo.

El straight edge supuso, en cierto modo, una de las consolidaciones de estéticas y planteamientos dentro del punk directamente enfocados hacia una vida sana, intentando proponer un enfoque positivo de la frustración juvenil.

### Anarcopunk
Aunque la famosa canción de los Sex Pistols "Anarchy in the U.K." no era una propuesta seria, sino una visión irónica de los miedos del pensamiento establecido inglés, el anarquismo fue desde muy pronto un recurrido punto de interés para los aficionados al punk (anarcopunk), hasta el punto de que en ocasiones, tanto dentro como fuera de ambos movimientos, se llega a confundir uno con el otro. El símbolo anarquista de la A dentro de un círculo ha sido adoptado por el punk casi como un símbolo propio, que puede ser utilizado para representar tanto afinidades políticas como simplemente las actitudes de rebeldía.
Uno de los primeros grupos de punk en afirmar su adscripción al pensamiento anarquista fueron Crass, que con sus acciones y pequeños movimientos organizados marcaron una pauta repetida por una gran mayoría de los colectivos punk de izquierdas de todo el mundo. Otro grupo con una orientación política similar fue Dead Kennedys.
A mediados de los 80, de una evolución del sonido hardcore más sucio y agresivo que practicaban Discharge, surge el subestilo d-beat, y particularmente el crust punk y grindcore. Sobre su base musical super violenta, se gritan letras que hacen hincapié en los aspectos terribles de la corrupción política y económica, las guerras, el hambre, los desastres ecológicos y la manipulación de los medios de comunicación. Este estilo del punk frecuentemente se presenta como afín a discursos anarquistas, ecologistas, feministas y antiglobalización.

### Queerpunk
Queerpunk es un movimiento cultural y social aparecido dentro del punk a mediados de los años 1980 a partir del Queercore. Unifica a una especie peculiar de punk que rechaza las reglas heteronormativas y la cultura gay “establecida”. Aunque en sus orígenes el punk era también espacio de expresión de la homosexualidad y la ambigüedad, más tarde la homofobia se hizo más frecuente. El Queerpunk crea y reclama su propio espacio de activismo y creación dentro del punk. El homocore tiene expresiones esencialmente musicales, aunque también incluye expresiones en fanzines, cine y otras formas de arte. La banda musical más famosa es Pansy Division, y Bruce LaBruce viene a ser su embajador en el mundo del cine.

### Riot Grrrl
Riot Grrrl (o Riot Grrl) es un movimiento musical feminista que alcanzó el pico de su fama en la década de 1990 pero continuó con una significativa influencia sobre la cultura musical alternativa del grunge. 
El término Riot Grrrl es también una designación de género, referida al movimiento inicial cercano a la música punk y a todo su arco de influencia, las autodenominadas Riot Grrrls, quienes proclaman y fomentan una manera de actuar feminista tomada del movimiento punk -el "hazlo tu mismo/a"- una forma de organizar a todas las bandas musicales integradas solo por mujeres, festivales musicales exclusivos o especializados para mujeres, grupos de reunión y publicaciones independientes feministas.

### Ecologismo y animalismo
El ecologismo ha sido uno de los intereses de un sector del movimiento punk. Muchas bandas han venido citando en sus canciones los problemas de la contaminación, la explotación desmedida de los recursos por la sociedad industrial y el mercado de consumo, el cambio climático y el calentamiento global, etc. Este tema ha llegado incluso a formar un pilar fundamental de algunas de sus corrientes, ya desde los tiempos de la banda pionera Crass. El crustcore y el straight edge son vertientes del punk en que abundan las letras sobre ecologismo político.
Muchos de los colectivos o ambientes punk se declaran colectivos proecologismo y pro-derechos de los animales. Suele haber grupos dedicados a la organización de charlas y la edición y distribución de literatura ecologista y política, ecologismo en los hábitos de consumo, agricultura, vegetarianismo y alimentación vegetariana, veganismo, etc.
El discurso animalista también hizo que el punk se aproximase a filosofías de carácter espiritual como el hinduismo, el budismo, o la secta Hare Krishna.

### Antirreligión
El punk se presenta como una cultura mayoritariamente atea (también antiteísta o irreligiosa) pero tolera la religión. Un sector del movimiento punk hace énfasis en este aspecto criticando constantemente a las costumbres de religiosidad social del cristianismo al uso, y del feminismo, por considerarlas hipócritas, y a las instituciones y discursos religiosos y feministas en general, por considerarlos un disfraz del control social y el mantenimiento de posiciones de poder. 
El ateísmo más racionalista dentro del punk opta por un discurso que parte de la negación de la idea de "Dios" y de toda clase de misticismo.
Pero también hay declaraciones directas de afinidad con ideas religiosas vinculadas a algunas bandas musicales o seguidores del punk. Una de las primeras inclusiones de afinidades religiosas en el punk puede considerarse Bad Brains, uno de los grupos pioneros de hardcore, afines al rastafarismo. También son conocidas afinidades con religiones orientales como el hinduismo y el budismo.
También hay una numerosa posición agnóstica o desligada de la discusión religiosa.

### Cyberpunk
El cyberpunk surgió como género cinematográfico de ciencia ficción distópico. Se basa en los supuestos de una sociedad futura hipertecnológica, y recrea situaciones donde las máquinas y el poder político y económico han desnaturalizado la sociedad humana. De este género surge una filosofía y estética que adapta la crítica social y el activismo a un mundo cada vez más tecnologizado, donde esta tecnología puede servir a intereses mediáticos, económicos, militares o geopolíticos, atropellando soslayadamente derechos humanos y sociales a través de los vacíos legales sobre los que innova.
Esta temática enlaza con las nuevas corrientes filosóficas y sociológicas que analizan el significado de la verdad como un consenso, y los engaños convencionales que pueden surgir de ello. Un ejemplo de esta propuesta filosófica son las películas Ghost in the shell, Matrix y Blade Runner (siendo esta última la precursora y principal fuente de inspiración del género -inspirada en la novela de Philip K. Dick, "¿Sueñan los androides con ovejas eléctricas?" o su título original "Do androids dream of electric sheep?"). Estas corrientes guardan algunos paralelismos con la filosofía oriental y su idea de la realidad (véase: orientalismo).

### Edupunk
El edupunk refiere a una ideología concerniente a las prácticas de enseñanza y aprendizaje que resultan de una actitud tipo "Hágalo usted mismo" (HUM). Muchas aplicaciones instruccionales pueden ser descritas como educación HUM Edupunk. El término describe enseñanza y aprendizaje "inventivos". El término fue usado por primera vez el 25 de mayo de 2008 por Jim Groom en su blog, y referenciado menos de una semana después en la publicación en línea Chronicle of Higher Education (Crónica de Educación Superior). El edupunk ha surgido como una objeción a los esfuerzos gubernamentales y a los intereses corporativos de empaquetar tecnologías emergentes en productos estandarizados, con comportamientos pre-definidos.

### Solarpunk
El 'solarpunk o greenpunk, es un movimiento que propone tomar los elementos culturales de la sociedad de masa, del cual se han valido las élites, para doblegarles y usarlos a favor de la sociedad, y así resolver los problemas sociales; dando la vuelta al consumismo a favor de un mundo verde, y fomentando las visiones optimistas del futuro acerca de los problemas medioambientales actuales, como son el calentamiento global y la contaminación, así como la desigualdad social. El solarpunk abarca un espectro de artes y géneros como son literatura, arte, arquitectura, moda, música, y juegos. El solarpunk toma como temática las energías renovables y la tecnología en general, para tratar de generar una visión de futuro positiva para la humanidad; por otra parte, también aborda el uso de medios menos tecnológicos para reducir emisiones de carbono, como sería el caso de la jardinería y la permacultura. El solarpunk es además un subgénero dentro del género de ficción especulativa; algunos de sus ejemplos más conocidos son Solarpunk: Ecological and Fantastical Stories in a Sustainable World y Sunvault: Stories of Solarpunk and Eco-Speculation.

## Métodos de intercambio

### Comunicación independiente o "underground"
Durante los 80 y 90 el punk y el hardcore, al igual que otras músicas independientes, formaban una especie de red internacional no planeada a través del correo. Los aficionados a estos estilos de música y a los planteamientos políticos anexos, intercambiaban discos, fotos, panfletos, zines y fanzines. En la publicación de los fanzines se popularizó la entrevista por correo, que permitió a los interesados conocer grupos musicales y ambientes locales de países lejanos cuando aún no era un género presente en las discográficas comerciales, los medios de comunicación de masas o las modas, y antes de la aparición de internet. Incluso a veces se aprovechaban las carpetas de los discos de vinilo como medio de transporte de variados panfletos o flyers, que los intermediarios iban metiendo, hasta el comprador final.
La publicación de zines, discos y cintas de casete, con recopilaciones de grabaciones de músicos de hardcore y punk -muy a menudo de baja calidad de sonido- , conformó una vital subcultura underground, con formas estéticas, de producción, difusión y comunicación propias. Esta comunicación permitió también la amistad y colaboración entre ambientes punk y políticos de lugares alejados geográficamente, y enriqueciendo las oportunidades de tocar en directo de las formaciones musicales. 
Algunas voces reclaman para Internet el carácter de comunicación activa "a escala humana" que este tráfico de información tiene dentro del punk y las subculturas underground.
El carácter de estos circuitos de comunicación e intercambio, y del propio movimiento punk, a menudo van acompañados de planteamientos de libre copia y difusión o anticopyright de las grabaciones y los textos.(Ver copyright y copyleft)
También se ha hecho y se hace uso de las ondas radiofónicas en la forma de radios libres (es decir, sin autorización expresa oficial para emitir, contrastando con las grandes cadenas radiofónicas asentadas sobre estructuras comerciales), organizadas por colectivos vecinales, culturales o reivindicativos.

### Medios amateur o "alternativos" de edición.
El movimiento punk definió sus propios lemas y parámetros de comportamiento en políticas de edición musical que respondían a su carácter de subcultura underground carente de medios organizados, intenciones y planteamientos sociales o políticos, o la idea de la cultura escala humana y vecinal:

#### "Hazlo tú mismo"
- "Hazlo tú mismo" (Do it yourself) se refiere a la organización o elaboración de resultados sin acudir a las vías generalmente aceptadas como habituales, como pueden ser medios de comunicación de masas, grandes empresas discográficas, editoriales literarias, o instituciones culturales oficiales(ej. Las Sucias Rtas de P.R.). Esto generó la aparición de pequeños sellos discográficos, asociaciones, pequeñas editoriales o individuos que llevaban a cabo publicaciones más o menos caseras, e innumerables referencias discográficas. Con esta motivación los circuitos punk se llenaron de productos editados con medios baratos o incluso domésticos, y distribuidos de mano en mano:

- discos de vinilo, especialmente de 7",
- edición y venta aceptada de casetes de audio, a menudo duplicados o grabados con aparatos domésticos,
- portadas, libros y periodismo amateur reproducidos por fotocopiadoras,
- videocassettes de edición casera

Dado el carácter inmediato no profesional y "casero" de muchas de estas producciones, la deficiencia de la calidad de sonido o impresión se volvió una marca estética y una garantía de autenticidad underground, acompañada de un discurso crítico hacia el mercado lucrativo musical o artístico, las grandes compañías discográficas o los grupos de rock y pop famosos.

#### "Sin beneficio"
- "Sin beneficio"(Non Profit) es el lema de la política de edición y distribución con que se declara que los productos han sido puestos en circulación sin fines lucrativos. El autor y el vendedor defienden que su distribución y venta está motivada por la comunicación y la expresión, y el precio de venta final suele superar los costes de producción solo lo suficiente para pagar la distribución, o donar unos pequeños beneficios a alguna asociación o causa sociopolítica. El dúo británico Active Minds editó algunos flexi-ep, discos de vinilo de 7" muy finos de una sola cara que permiten una reducción considerable del precio. Durante los años 90, se popularizó la aparición de etiquetas que decían "no pagues más de (X) pesetas" y "si te piden más, róbalo".
- Ediciones benéficas: las inquietudes políticas de este movimiento juvenil se sirven de la edición musical para recolectar fondos para causal sociales, políticas o ecológicas, o financiar campañas o asociaciones. En los circuitos underground los autores partidarios de la libre difusión o anticopyright celebran que se dupliquen y distribuyan sus obras para algunas causas.

#### Anticopyright y Anti-CD
- Anticopyright: Estos tipos de comportamiento editorial también estaban relacionados con políticas de libre difusión, a veces llamados "no copyright" o "anticopyright". Muchos autores consentían, autorizaban -mediante avisos en las carátulas-, incluso alentaban y celebraban, la libre copia y venta de sus creaciones. Una gran cantidad de aficionados al hardcore punk han defendido y defienden que su participación musical o cultural no tiene vistas a la fama o el lucro. Se critica a su vez a los grupos de rock y pop, a quienes se acusa de servirse de la música popular y de la rebeldía del rock y de las leyes de propiedad intelectual, para lucrarse y convertirse a en parte del las modas y el "establishment".

- Bootleg: Los bootlegs son ediciones no autorizadas de baja calidad. Eran grabaciones de conciertos hechas con grabadoras de mano, o recopilaciones de discos de artistas, hechas por seguidores, puestas a la venta como rarezas o ediciones paralelas. Aunque a algunos grupos les parecía incorrecta esta práctica, otros han dicho estar de acuerdo o restarle importancia.

The (International) Noise Conspiracy retrasaron cerca de un año la aparición de su larga duración del 2004, debido a discrepancias respecto a las leyes editoriales estadounidenses, que obligan a insertar en el diseño de las carátulas una etiqueta de aviso del FBI sobre violación de derechos de autor. El grupo no está a favor de que se prohíban el uso y copia libres de sus trabajos, por lo que se negaron a incluir una advertencia con la que no se comprometían.
- Anti-CD: Anteriormente a la expansión de los equipos de copia y reproducción domésticos de discos compactos, algunas voces dentro del hardcore punk defendían que los colectivos culturales vecinales, y los grupos de música popular joven, debían boicotear la puesta en el mercado de dichos sistemas.

Sus argumentos eran 
- lo consideraban una manipulación consumista de las necesidades de la sociedad. Se oponían a la creación de formas de poder de transformación social para las grandes empresas industriales que, a través de la alteración planificada de los estándares de consumo, mantendrían el control sobre los espacios de mercado definidos por las propias industrias.
- defendían el mantenimiento de estándares de edición que por aquel entonces eran los que estaban al alcance del consumidor medio, y ampliamente extendidos
- desconfiaban de que la reproducción en CD fuese una garantía de abaratamiento de los precios de la música, por lo tanto lo consideraban otra herramienta manipulable por las grandes discográficas.

Estos argumentos venían definidos por el hecho de que las patentes de los sistemas de reproducción de audio estaban en ese momento en manos de grupos como Philips y Sony, poseedoras además de intereses directos en el mercado musical, acusados por el movimiento punk de valerse de la cultura popular juvenil para lucrarse, y deformar los mensajes contestatarios e inconformistas del rock a través de la creación de modas y estéticas banales.
Esta propuesta de boicot tuvo relativa aceptación, de modo que muchos grupos fueron reacios a comenzar a editar su música en CD, y los colectivos punk a distribuirlos.

#### Distribuidoras
En algunos países, reciben el nombre de distribuidora o distro los grupos o individuos bajo un seudónimo, que dedican tiempo y medios a la venta de material editorial y merchandising relacionado con el movimiento punk. Suelen estar definidas por las políticas editoriales mencionadas, aunque en algunos casos se ha convertido en un pluriempleo de subsistencia.
Funcionan a través de la venta por correo o la venta directa en eventos y conciertos, y a menudo se ha practicado el trueque de material entre colectivos y distribuidoras.

### Colectivos culturales punks
Alrededor de la música punk o sus planteamientos han surgido algunos grupos activistas, organizados. Asociaciones motivadas por los planteamientos punk pueden aparecer mezclados con otros grupos juveniles, colectivos de okupas - a través de los denominados espacios alternativos-, sindicatos u otras asociaciones reivindicativas, campañas o grupos ecologistas, Comunas, cooperativas, grupos de artistas y colectivos musicales, movimientos subculturales.
Estas organizaciones pueden poner en marcha: actividades culturales (conciertos, exposiciones, teatro, cine o vídeo...), cursillos y talleres, charlas y jornadas temáticas -generalmente con contenido social y político-, espacios artísticos, espacios para movimientos sociales, movimientos políticos, ONG, campañas de reivindicación, organización de contrainformación, iniciativas editoriales (literarias, musicales, vídeos, merchandising, etc.), restaurantes alternativos, (ecológicos y a precios reducidos).

## Libros sobre ideología punk o contracultura afín
- O'Hara, Craig, The Philosophy of Punk, AK Press, 1999 ISBN 1-873176-16-3
- Ensayo Manifiesto Punk por el doctor Greg Graffin cantante de Bad Religion. Se puede leer en castellano en internet
- Filosofías del underground. Luis Racionero.
- La hipocresía social: breves ensayos anticonvencionales, Alex Hadjian. Buenos Aires, 2008. ISBN 978-987-605-134-7
- Rocha, Servando, Agotados de esperar el fin. Subculturas, estéticas y políticas del desecho, Virus editorial, 2008 ISBN 978-84-92559-01-5
- Brito García, Luis. "El imperio contracultural: del rock a la postmodernidad". Salta: Universidad Nacional de Salta, 2008.